# Slobozia
Slobozia (rumænsk udtale: [sloboˈzi.a]) er hovedstaden i distriktet Ialomița Muntenien, Rumænien, med et indbyggertal på 41.550 (2021).

## Etymologi
Dens navn stammer fra det rumænsk "slobozie", som betød en nyligt koloniseret landsby, der var fri for beskatning. Selve ordet kommer fra det slavisk ord "slobod", som betyder "fri". Da den ligger midt i det flade land (Bărăgan-sletten), var den meget sårbar over for Tatarer og Osmanniske indfald. For at tilskynde bønder til at bosætte sig der, blev de fritaget for nogle skatter, deraf navnet.

## Geografi
Slobozia ligger omtrent midt i distriktet, på bredden af Ialomița-floden, ca. 120 km øst for Bukarest og 150 km vest for Constanța, en vigtig havn ved Sortehavet. Byen ligger 17 km fra motorvejen A2 Bukarest-Constanța (Autostrada Soarelui).
Kommunens samlede areal er 126,72 km². I den nuværende administrative form består Slobozia af det egentlige Slobozia og bydelene Bora og Slobozia Nouă.

## Kultur
I 1990 blev kulturcentret indviet, der bærer navnet på dirigenten og komponisten Ionel Perlea (en), der var født i byen. Bygningen rummer udstillings- og opførelseslokaler, boghandlere, kulturinstitutioner. I 1999 blev kulturcentret Ionel Perlea optaget som UNESCO Kulturcenter.
Byen er hovedsæde for Stiftet Slobozia og Călărași i Den rumænsk-ortodokse kirke, oprettet i 1993.

## Turisme
Den vigtigste turistattraktion er den nærliggende Amarasøen, som ligger 5 km væk. Der er adgang til Amara med minibusser, der kører hvert 15. minut fra Slobozia togstation. Som en del af et privat turistkompleks er der en 54 meter høj kopi af Eiffeltårnet.